# Bosnië en Herzegovina op het Eurovisiesongfestival 1994
Bosnië en Herzegovina nam deel aan het Eurovisiesongfestival 1994 in Dublin, Ierland. Het was de 2de deelname van het land op het Eurovisiesongfestival. De artiest werd gekozen door een nationale finale. BHRT was verantwoordelijk voor de Bosnische bijdrage voor de editie van 1994.

## Selectieprocedure
De nationale finale vond plaats in de studio's van de nationale omroep in Sarajevo op 28 februari, en werd gepresenteerd door Ismeta Krvavac.
In totaal deden er 8 liedjes mee aan deze finale, die allemaal werden gezongen door hetzelfde duo en de winnaar werd gekozen door een expertjury.

## In Dublin
In Ierland moest Bosnië en Herzegovina optreden als 18de, net na Noorwegen en voor Griekenland.
Op het einde van de puntentelling bleek dat ze op een 15de plaats waren geëindigd met 39 punten.
België nam niet deel in 1994 en Nederland gaf geen punten aan deze inzending.

### Gekregen punten

#### Finale
| 12 punten | 10 punten   | 8 punten    | 7 punten         | 6 punten    |
| --------- | ----------- | ----------- | ---------------- | ----------- |
|           | - Frankrijk | - Slowakije | - Malta - Spanje |             |
| 5 punten  | 4 punten    | 3 punten    | 2 punten         | 1 punt      |
|           | - Kroatië   |             | - Finland        | - Hongarije |

### Punten gegeven door Bosnië-Herzegovina

#### Finale
Punten gegeven in de finale:
| 12 punten | Malta               |
| 10 punten | Ierland             |
| 8 punten  | Polen               |
| 7 punten  | Duitsland           |
| 6 punten  | Noorwegen           |
| 5 punten  | Oostenrijk          |
| 4 punten  | Verenigd Koninkrijk |
| 3 punten  | Hongarije           |
| 2 punten  | Frankrijk           |
| 1 punt    | Finland             |